# Diobélie
 (mars 2023).
Si vous disposez d'ouvrages ou d'articles de référence ou si vous connaissez des sites web de qualité traitant du thème abordé ici, merci de compléter l'article en donnant les références utiles à sa vérifiabilité et en les liant à la section « Notes et références ».
Dans la Grèce antique, la diobélie était l'indemnité requise pour l'assistance aux fêtes. Instaurée en -410 par Cléophon, cette indemnité d'un montant de deux oboles semble avoir été destinée aux pauvres.
Aristote ajoute, dans la Constitution des Athéniens, que Callicratès de Paiania « ajoute une obole aux deux autres ».